# Farkaždin
Farkaždin (cyr. Фаркаждин) – wieś w Serbii, w Wojwodinie, w okręgu środkowobanackim, w mieście Zrenjanin. W 2011 roku liczyła 1179 mieszkańców.